# Opuntia stricta
Opuntia stricta é uma espécie de grande cacto endêmico das áreas costeiras tropicais e subtropicais das Américas, especialmente ao redor do Caribe. Um nome comum em espanhol é nopal estricto (espanhol). A primeira descrição como Cactus strictus foi publicada em 1803 por Adrian Hardy Haworth. Em 1812 transferiu a espécie para o gênero Opuntia.

## Descrição

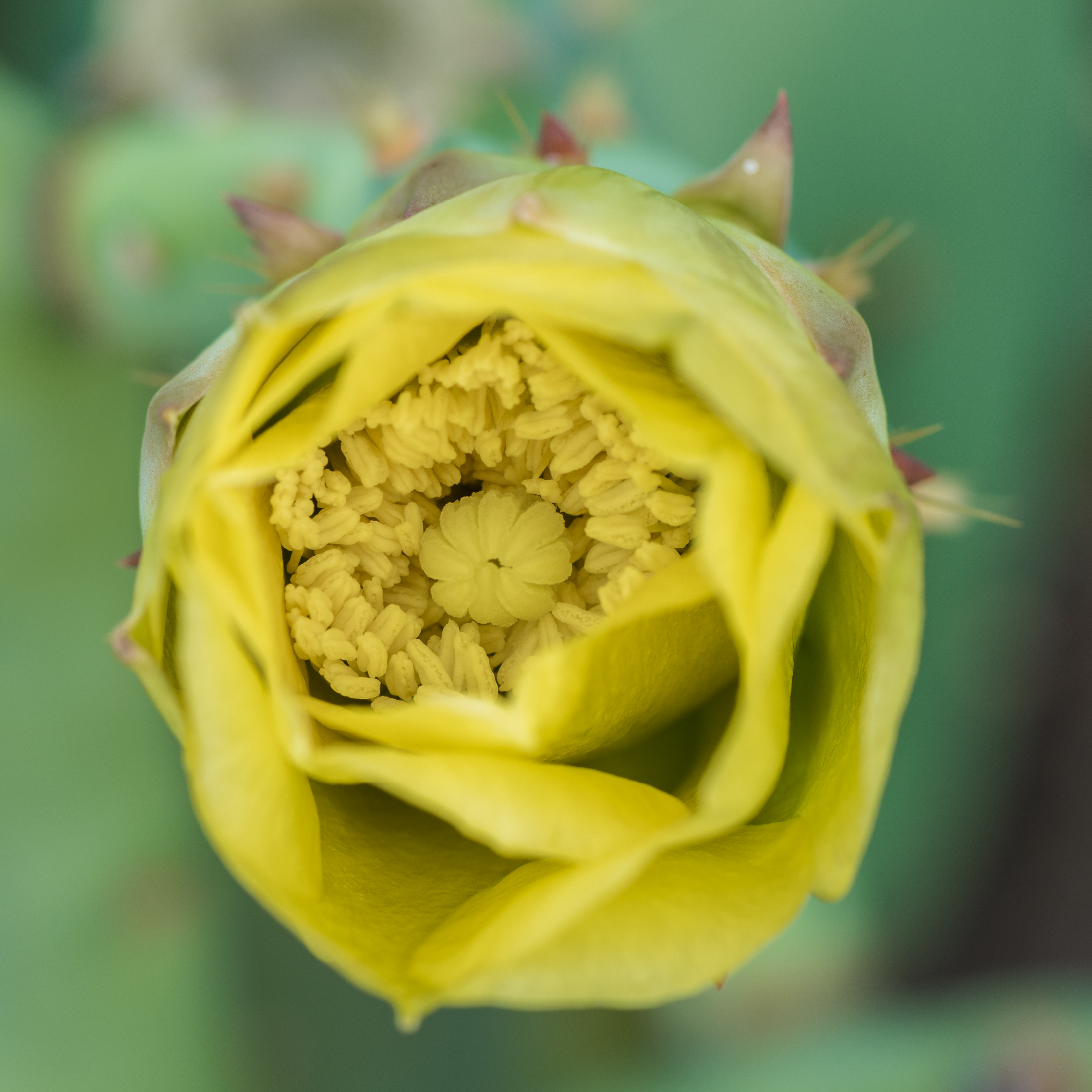
Visão próxima de flor

É uma planta arbustiva e ereta, estendendo-se longitudinalmente a um pouco ereta e atinge alturas de crescimento de até 2 metros de altura, produzindo flores amarelo-limão na primavera e no verão, que são seguidas por frutos vermelho-arroxeados. É rápida na colonização de ambientes quentes e abertos com solos arenosos. As seções calvas, achatadas, ovais a invertidas em forma de ovo, afuniladas nas seções de base são azul-esverdeadas. Possuem de 10 a 25 polegadas comprimento e 6 a 25 polegadas  de largura. As aréolas acastanhadas estão afastadas deixando a maior parte da epiderme, muitas vezes com um ou mais espinhos amarelados, pelo menos perto das bordas e em direção ao ápice. Eles carregam gloquídeos amarelos de dois a seis milímetros de comprimento. O esporão em forma de sovela de 1 a 5 é achatado, provido de uma farpa leve na parte superior que os espinhos são amarelos. Eles são perpendiculares à superfície dos brotos e possuem 0.5 a 5 polegadas de comprimento.
As flores amarelas a laranja-amareladas, solitárias e formadas por numerosas partes membranosas, atingem um comprimento de 5 a 6 polegadas e um diâmetro de 4 a 6 polegadas. As flores são efêmeras e melíferas. Os frutos vermelho-púrpura lisos são em forma de ovo invertido e afilados na base. Os frutos tem 2.5 a 3.5 polegadas polegadas de comprimento e cobertos com muitos gloquídeos e são mais ou menos piriformes, sempre de cor roxa, 4 a 6 centímetros de comprimento e contêm de 60 a 180 sementes (que podem permanecer viáveis por mais de 10 anos), amarelas a marrom-claras, incorporadas à polpa do fruto. Como os frutos são apreciados por aves e mamíferos, suas sementes são dispersadas pelos animais. A mucilagem dentro das folhas é usada para tratar queimaduras e abscessos. É comestível, assim como as frutas.

## Distribuição
Opuntia stricta ocorre naturalmente em matagais de praia costeira e ambientes costeiros arenosos na Carolina do Sul, Geórgia, Flórida e ao longo da Costa do Golfo no Texas, Mississippi e Alabama nos Estados Unidos, bem como nas Bermudas, Caribe, leste do México, América Central, e norte da América do Sul (na Venezuela e Equador). O. stricta é um componente importante no sub-bosque das florestas secas das Bahamas nas Bahamas e nas ilhas Turcas e Caicos.

## Espécie invasiva

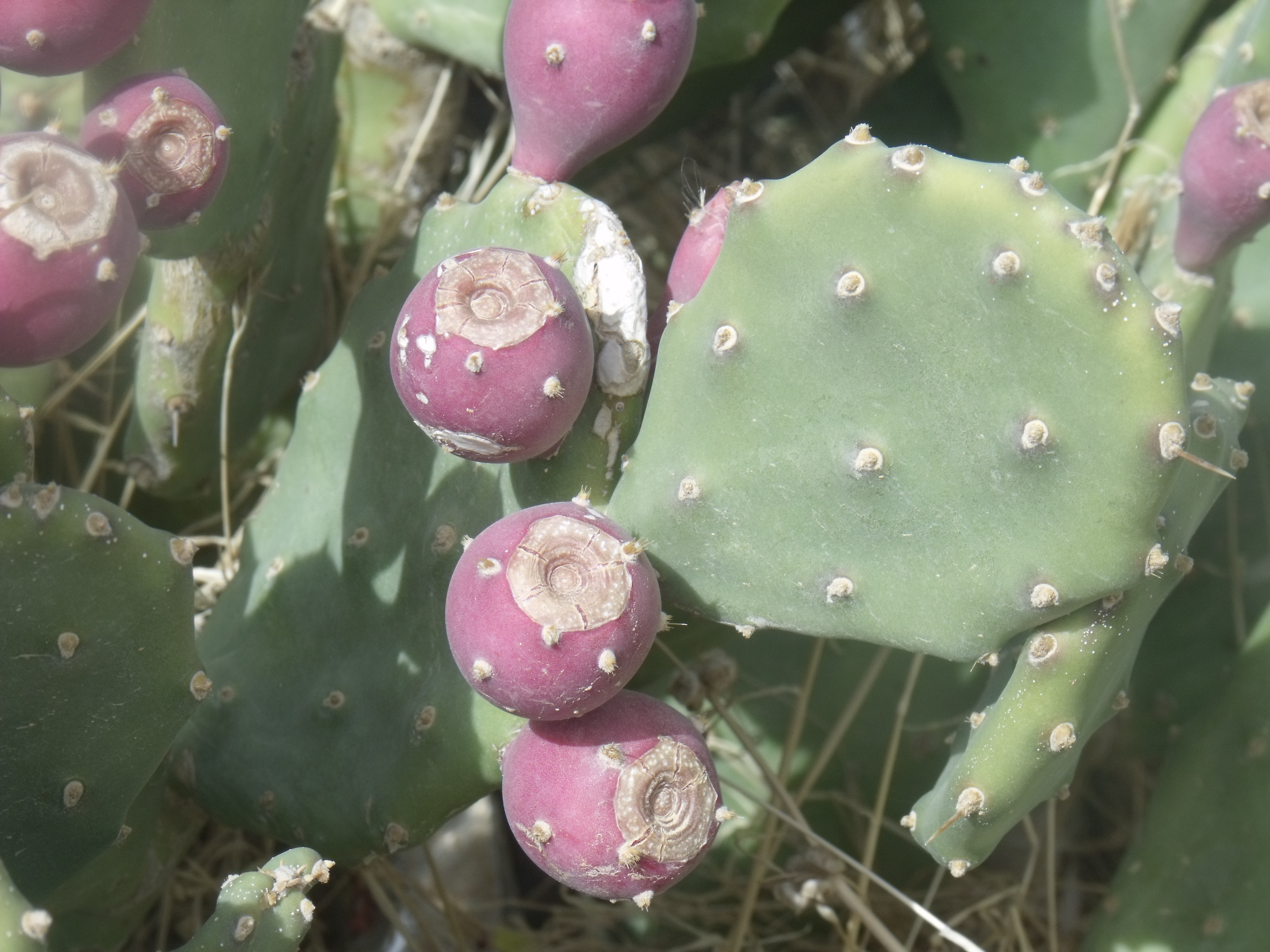
Fruto

A Opuntia stricta foi introduzida em outras partes do mundo, incluindo a África (incluindo Madagascar), Austrália e sul da Ásia. O. stricta é considerada uma espécie invasora na África do Sul e no Quênia. Na Austrália, foi objeto de um dos primeiros exercícios de controle biológico efetivo, usando m a mariposa Cactoblastis cactorum.
No Seri Lanca, ela se espalhou em uma área de  30 km (19 mi) lentre Hambantota e o Parque Nacional de Yala, especialmente no Parque Nacional de Bundala, um sítio pantanoso Ramsar. Tem crescido várias centenas de hectares (acres) de áreas de dunas de areia e matagais adjacentes e pastagens. Algumas áreas são tão densamente cobertas que são completamente inacessíveis para humanos e animais. As sementes são espalhadas por macacos, e talvez outros animais e pássaros, que comem os frutos grandes. Também é espalhado por pessoas que cortam o cacto, mas deixam as mudas, que depois brotam onde caíram. Nenhuma medida de controle foi realizada, exceto algumas dispendiosas remoção manual de cerca de 10 ha (25 acres) nas dunas perto da vila de Bundala. Imagina-se que irá invadir também o Parque Nacional de Yala.
O problema oposto foi encontrado no Texas, onde Cactoblastis cactorum foi encontrado pela primeira vez no condado de Brazoria em 2017. Esta espécie de mariposa é altamente destrutiva para esta (e outras) espécies de cactos nativos do sul dos Estados Unidos e norte do México.